# Cilunculus japonicus
Cilunculus japonicus là một loài nhện biển trong họ Ammotheidae. Loài này thuộc chi Cilunculus. Cilunculus japonicus được miêu tả khoa học năm 1990 bởi Turpaeva.